# Разумовська Карина Володимирівна
Карина Володимирівна Разумовська (рос. Разумовская Карина Владимировна нар. 9 березня 1983; Ленінград, СРСР) — російська акторка кіно та театру.

## Життєпис
Карина Разумовська народилася 9 березня 1983 року в Ленінграді (нині Санкт-Петербург). Батько Володимир працював моряком у торговельному флоті, мати — домогосподарка. У Карини є молодший брат Сергій, програміст Node.js.
Коли Карині була 5 років, її взяли виконати невеликий епізод в картині Віктора Бутурліна «Гальмування в небесах». Роль була настільки незначною, що ім'я юної акторки навіть не з'явилося в титрах. Проте саме після цієї події Карина загорілася ідеєю стати акторкою та пов'язати своє життя з кіно.
Закінчивши загальноосвітню школу, Разумовська подала документи до театрального інституту. Її мати була проти подібного вибору професії, вважаючи фах акторки нестабільним та непередбачуваним способом заробітку, і довго вмовляла доньку стати перекладачем. Але Карина наполягла на своєму та без проблем вступила до «Санкт-Петербурзької академії театрального мистецтва».
У 2004 році закінчила «Санкт-Петербурзьку академію театрального мистецтва» (майстерня В.В. Петрова). У трупі «Санкт-Петербурзького Великого драматичного театру ім. Р. Товстоногова» з 2004 року. Співпрацювала з «Санкт-Петербурзьким академічним театром комедії імені М. П. Акімова».
Карина вважає себе театральною акторкою, віддаючи перевагу виступам на сцені. У кіно вона знімається в свій вільний від репетицій час або на літніх канікулах, коли театр призупиняє свою роботу.

## Особисте життя
Про своє особисте життя Карина Разумовська не любить розповідати, всіляко уникаючи будь-яких питань на цю тему в інтерв'ю. Зі своїм чоловіком, Артемом Карасьовим (нар. 21 липня 1984), Карина познайомилася в театральній академії. Їх весілля відбулося 31 грудня 2005 року. Шлюб розпався після шести років.
Нині Карина Разумовська живе у цивільному шлюбі з Єгором Бурдіним. Карина та Єгор були знайомі з сьомого класу, разом вчилися у ленінградській школі № 551. У шкільні роки Карина зустрічалася з Єгором.
Після того, як у них обох розпалися шлюби, вони у квітні 2009 року вирішили жити разом. Єгор Бурдін не має відношення до кіно та театру, він підприємець, власник м'ясної крамниці «Страшний сон вегана». Назву крамниці придумала Карина.
У вільний час Карина Разумовська займається численними хобі. Вона обожнює готувати, освоює італійську кухню. Карина також захоплюється спортом та йогою.
Карині Разумовській подобається творчість, вона малює аквареллю та вишиває хрестиком.

## Роботи у театрі
Санкт-Петербурзький Великий Драматичний театр ім. Р. Товстоногова
- «Ніч перед Різдвом» (Оксана),
- «Блаж» (Ольга),
- «Чорна комедія» (Клея),
- «Веселий солдат» (Нелька),
- «Катерина Іванівна» (Покоївка),
- «Школа платників податків» (дочка Фромантель),
- «Пьяні» — Марта[7]
- «Мерсі» (Мерсі)[8];
- «Каліка з острова Інішмаан» (Гелен)[9].

Санкт-Петербурзький академічний театр комедії імені М. П. Акімова
- «Привиди» (Марі),
- «Весілля Кречинського» (Лідочка),
- «Хочу зніматися в кіно» (Ліббі).

## Фільмографія
Кінофільми
- 1989 — «Гальмування в небесах» (епізод)
- 1991 — «Дій, Маню!» (епізод)
- 2002 — «Ковчег» (Катя)
- 2003 — «Історія весняного призову» (Свєта)
- 2006 — «Там, де живе любов» (Марина Комарова)
- 2007 — «Оранієнбаум. Срібний самурай» (Надя)
- 2008 — «Блаженна»  (Олександра)
- 2008 — «Мінливості долі» (Анна Петрівна Алексєєва)
- 2008 — «Краса вимагає ...»  (Женя Кукушкіна)
- 2008 — «По контуру обличчя» (Вона)
- 2008 — «Подзвони в мої двері» (Поліна)
- 2009 — «Будинок для двох» (Настя Сафонова)[10]
- 2009 — «Мій»  (Свєта Свєшнікова)
- 2009 — «Реквієм для свідка» (Віра)
- 2009 — «Кров не вода» (Аня Куликова)
- 2009 — «Фокусник» (Рина)
- 2010 — «Підсадний» (Тетяна)
- 2011 — «Вітер північний» (Катя Андрєєва)
- 2011 — «Секта» (Наташа)
- 2013 — «Один на всіх» (Женя Бойцова)
- 2013 — «Темні лабіринти минулого» (Ліза)
- 2014 — «Знову один на всіх» (Женя Стрельцова)
- 2014 — «Піти, щоб повернутися» (Віра Воскресенська / Аліса Володіна)
- 2014 — «Новорічне щастя» «Міс-Фітнес»
- 2014 — «Дачний романс» (Лєна)
- 2015 — «Біловоддя. Таємниця загубленої країни» (Іоанта)
- 2015 — «Життєві обставини» (Женя)
- 2015 — «Співучасники» (Ольга)
- 2015 — «Тінь бабки» (Лана Алексєєва)
- 2015 — «Останній охоронець Беловодья» (Іоанта)
- 2017 — «Цензор» (психолог)

Телесеріали
- 2004 — «Родинний обмін» (Віра / Юля)
- 2004 — «Сестри» (Рита)
- 2005 — «Ад'ютанти любові» (Ольга Лопухіна)
- 2006 — «Розклад доль» (Поліна)
- 2006 — «Все змішалося в домі» (Ксенія Малюкова)
- 2008 — «Все не випадково» (Ліля Білоусова)
- 2009 — «Танго з ангелом» (Наталія Тарасова)
- 2009 — «Смерть Вазір-Мухтара» (Булгаріна)
- 2011 — «Пілот міжнародних авіаліній» (Ксенія Лаптєва)
- 2011 — «Ящик Пандори» (Наташа)
- 2012 — «Під прикриттям» (Віра)
- 2012 — «Тільки про любов» (Леся)
- 2012 — «Зворотний бік Місяця» (Люда)
- 2013 — «Вангелія» (Аліса Варежкіна)
- 2013 — «Балабол» (Віка)
- 2014 — «Мажор» (Вікторія Родіонова)
- 2015 — «Поліцейський дільниця» (Світлана)
- 2015 — «Петля Нестерова» (Рита)
- 2016 — «Жінка його мрії» (у виробництві)
- 2016 — «Життєві обставини» (у виробництві)
- 2016 — «Бравіста» (короткометражка)
- 2016 — «Мажор-2» (Вікторія Родіонова)
- 2017 — «Біловоддя. Таємниця загубленої країни» (Іоанта)
- 2017 — «Життєві обставини» (Женя)
- 2017 — «Сплячі» (епізод)
- 2018 — «Мажор-3» (Вікторія Родіонова)
- 2018 — «Ідеальна дружина» (Валерія Хрусталева)
- 2019 — «Чорний пес» (Ольга Смирнова)

Дубляж
- 2011 — «Води слонам» (Різ Візерспун — Марлена Розенблютом)

## Премії та нагороди
Лауреат Санкт-Петербурзької незалежної акторської премії імені Владислава Стржельчика (2016).